# Phanocerus helmoides
Phanocerus helmoides är en skalbaggsart som beskrevs av Darlington 1936. Phanocerus helmoides ingår i släktet Phanocerus och familjen bäckbaggar. Inga underarter finns listade i Catalogue of Life.